# Dr. Nobel
 A részt Jeff Woolnough rendezte. 2006. augusztus 22-én mutatták be az amerikai Sci-Fi Channelen.

## Történet
|  | Alább a cselekmény részletei következnek! |

Nathan Stark elmondja dr. Fargonak, hogy kap egy magasabb beosztást. Ezért kap egy irodát a 4-es szektorban, ami korábban egy poros raktárhelyiség volt a '70-es években, amit az asztalon lévő láva lámpa is bizonyít. Miután Fargo és Spencer elmozdít egy könyvespolcot, mögötte felfedeznek egy vezérlőpanelt. Fargo azt hiszi, hogy egy kezdetleges zenelejátszó. Néhány sikertelen próbaindítás után, rájönnek, hogy a vezérlőpanelen két kulcslyuk található. Spencernek eszébe jut, hogy korábban hol látta a kulcsot. Miután megtalálták a kulcsokat, aktiválták a berendezést. Néhány másodperces csend után beindult egy riasztó.
Jack Carter seriff épp egy bírságot ír egy városlakónak, közlekedési kihágásért, mikor egy rakéta-szerű tárgy nyitja meg a lába alatt a talajt. Ezt Jack egy silónak nézi. A város lakói köré gyűlnek. Henry rájön, hogy képes ionsugarakat kilőni, amit Carter "halálsugaraknak" értelmez. A Holdra lehet vele lőni, ahonnan – az első Holdra szállás alkalmával egy óriási tükröt helyeztek el a felszínén – a sugarak visszaverődnek a Földre. Előkerülnek régi dokumentumok, melyből kiderül, hogy a fegyvert egy bizonyos dr. Irvin Thatcher (Antony Holland) nevű zseni fejlesztette ki a hidegháborúra a "kölcsönös pusztítás" értelmében. Dr. Thatcher még mindig életben van és az Eurekában található nyugdíjas tehetséggondozóban van.
Carter elmegy oda, ahol a lánya, Zoe végrehajtó közösségi szolgáltatást végez, majd rátalál dr. Thatcher-re. Bár Thatcher nem épp elméjű. Folyamatosan ezt hajtogatja: "Jobbra lazít, balra szorít." (Ami megoldást jelentett a vezérlőpanel kinyitásához). Aztán "Charlie, Tango, Lima", majd "Nem, Charlie sosem tangózott Limában". Carter és Allison Blake visszamentek dr. Thatcher otthonába, mialatt Henry és Stark elvágtak egy vezetéket. Ez azonban 20 óráról 7-re csökkentette le a visszaszámlálási időt.
Egy kísérleti gondolatátvivő eszköz segítségével Carter rájön, az okozta dr. Thatcher-ben az elmebeli összeomlást, mikor kiderült, hogy nem ő kapja a Nobel-díjat. Struck ötletére, Jack "kölcsönkéri" Stark Nobel-díját és előad egy holografikus Nobel-díj szertartást dr. Thatcher becsületére. Mikor elméje és magabiztossága visszatér, dr. Thatcher összegyűjti a régi csapatát, majd megpróbálják hatástalanítani a fegyvert. De mivel Henry elvágta a "kék vezetéket", a fegyver nem áll le és folytatja a visszaszámlálást.
Carter beugrott Jeepjébe, nekiment a fegyvernek, mellyel sikeresen eltérítette a sugarat a Holdtól. A Föld megmenekült a III. világháborútól, és az eltérített sugár hatására a NASA Jupiter körül keringő Zephyr űrszondája megsemmisült.